# Башта Корадо Чикало
Башта Корадо Чикало — пам'ятка архітектури національного значення України (охор. № 010071/7), що належить до комплексу пам'яток Генуезької фортеці в Судаку. Згідно з Переліком об'єктів нерухомої спадщини Судацької фортеці Національного заповідника «Софія Київська», башта має порядковий номер 8. Споруджена в 1404 році.
Спочатку кутова закритого типу, а нині передостання в південно-східній частині, башта Корадо Чикало має вхід лише з другого ярусу західної стіни бойового ходу. У першому її ярусі були складські приміщення провіанту та зброї, а другий і третій призначалися для ведення бою — тут прорізані щілиноподібні бійниці.
Це єдина чотирьохстінна вежа у всій системі оборонного комплексу, яка ідеально збереглася до нашого часу, але найменша за площею споруда з усіх веж. Башта являє собою квадрат, довжина кожної сторони — 5,8 метра.
Розташована вежа на північно-східному фланзі лінії оборони, за 50 метрів від Башти Лукині Флеско Лавані, з якою з'єднані стіною. Башта Корадо Чикало виконувала функції центрального оборонного пункту в східній частині фортеці.
Західну її стіну прикрашала плита із зображенням герба Генуї та орлів з боків. У XIX столітті плиту знайшли неподалік від фортеці, в садибі поміщика, який використовував її як прес для видавлювання виноградного соку. Нині вона зберігається в Одеському археологічному музеї. На плиті — напис: 
| «Ця споруда зроблена під час управління шляхетного й могутнього чоловіка пана Коррадо Чикало, високоповажного консула і коменданта Солдайї. 1404 рік, у десятий день травня». |